# Gentianella herrerae
Gentianella herrerae är en gentianaväxtart som först beskrevs av Hermann Johann O. Reimers, och fick sitt nu gällande namn av J.L. Zarucchi. Gentianella herrerae ingår i släktet gentianellor, och familjen gentianaväxter. Inga underarter finns listade i Catalogue of Life.